# Silverkindad näshornsfågel
Silverkindad näshornsfågel (Bycanistes brevis) är en afrikansk fågel i familjen näshornsfåglar inom ordningen härfåglar och näshornsfåglar.

## Utbredning och systematik
Fågeln återfinns i bergsskogar och kustskogar från Etiopien till södra Moçambique. Den har även observerats i både Belgien och Spanien, men fynden anses utgöra fåglar som rymt ur fångenskap. Den behandlas som monotypisk, det vill säga att den inte delas in i några underarter.

## Status och hot
Arten har ett stort utbredningsområde, men tros minska i antal, dock inte tillräckligt kraftigt för att den ska betraktas som hotad. Internationella naturvårdsunionen IUCN listar arten som livskraftig (LC).